# Marc Berdoll
Marc Berdoll (6 d'abril de 1953) és un exfutbolista francès.

## Selecció de França
Va formar part de l'equip francès a la Copa del Món de 1978.